# باول دايموند
باول دايموند (11 مايو 1961 بزغرب في كرواتيا - ) هو مصارع محترف ولاعب كرة قدم كندي في مركز حراسة المرمى. لعب مع كالغاري بومرز وتامبا باي راوديز.

## وصلات خارجية
- باول دايموند على موقع IMDb (الإنجليزية)
- باول دايموند على موقع قاعدة بيانات الفيلم (الإنجليزية)

- باول دايموند على موقع CageMatch worker (الإنجليزية)
- باول دايموند على موقع عالم المصارعة على الإنترنت (الإنجليزية)
- باول دايموند على موقع عالم المصارعة على الإنترنت (الإنجليزية)